# Liam Hendriks
Liam Johnson Hendriks (Perth, 10 febbraio 1989) è un giocatore di baseball australiano, lanciatore di rilievo per i Chicago White Sox della Major League Baseball.

## Carriera

### Inizi e Minor League (MiLB)

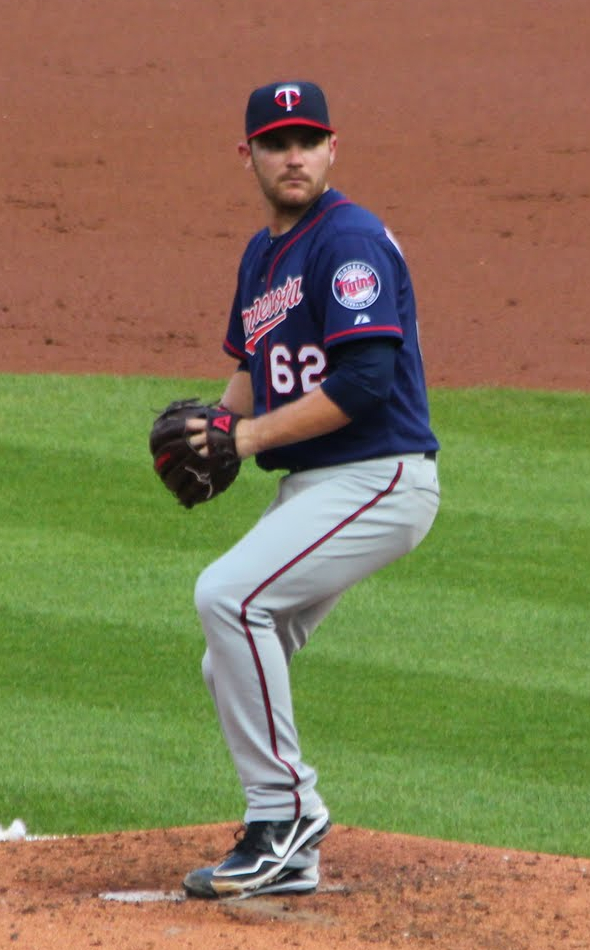
Hendriks con i Twins nel 2012

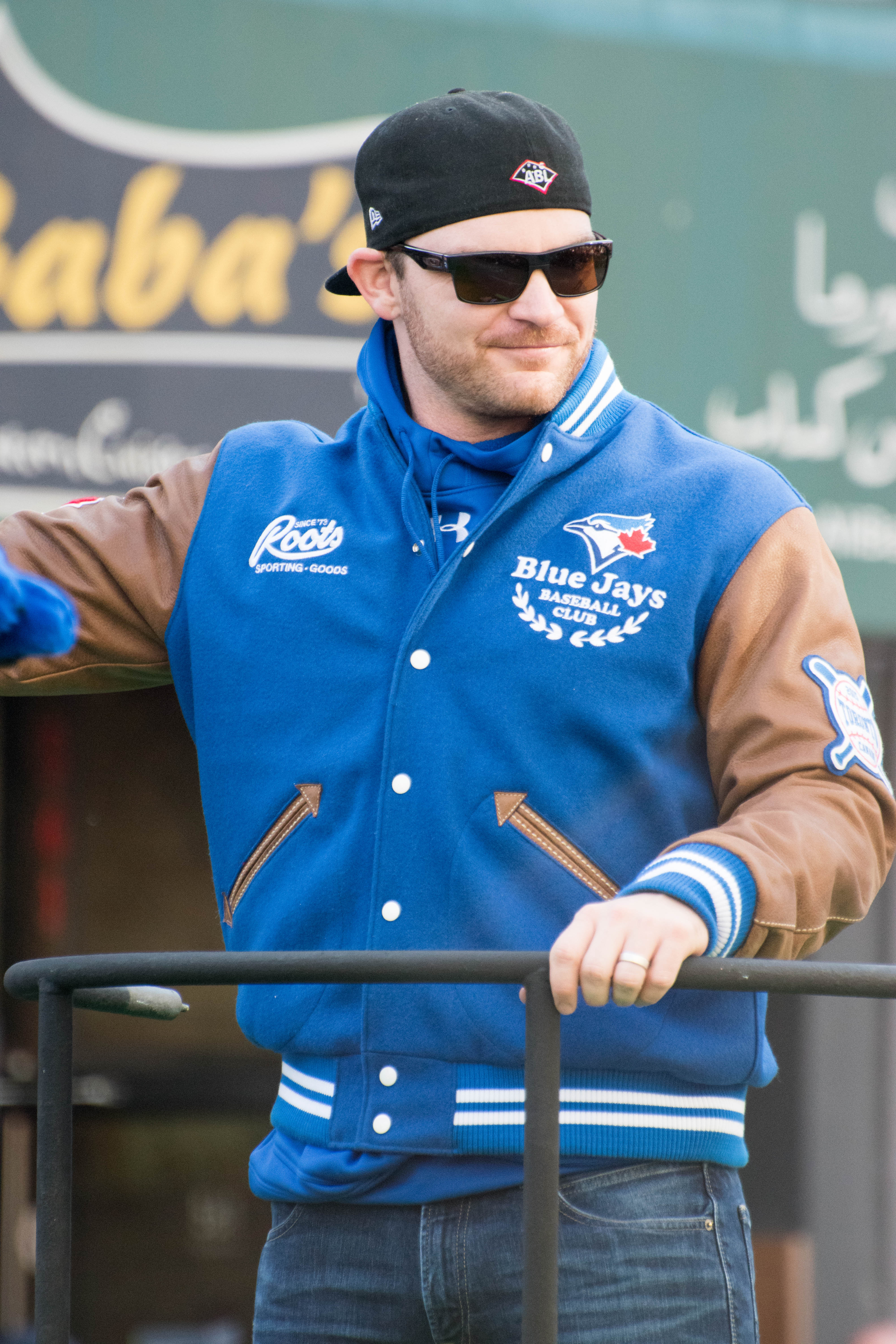
Hendriks con i Blue Jays nel 2015

Liam Hendriks è nato a Perth in Australia da padre, Geoff, giocatore di football australiano (che partecipò a oltre 150 partite con il West Perth Football Club nella West Australian Football League) di origine olandese (i suoi genitori emigrarono dai Paesi Bassi) e da madre insegnante. Hendriks iniziò a giocare a tee-ball all'età di 5 anni, passando poi al baseball a 10 anni. Frequentò le scuole superiori al Sacred Heart College di Joondalup, dove praticò il baseball e il football australiano. Ebbe l'opportunità di essere selezionato nell'Australian Football League, ma scelse di proseguire nel baseball.
Hendriks firmò il 25 febbraio 2007 come free agent con i Minnesota Twins, iniziando a giocare nello stesso anno nella classe Rookie, nel ruolo di lanciatore partente. Nel 2008 si sottopose a un intervento chirurgico alla schiena che non gli consentì di partecipare alla stagione di minor league. Nel 2009 tornò in campo, giocando prevalentemente nella classe A, oltre che nella classe Rookie. Nel 2010, militò soprattutto nella classe A-avanzata, oltre che nella classe A. Nella stessa stagione, partecipò al campionato australiano, l'Australian Baseball League, con i Perth Heat. Iniziò la stagione 2011 nella Doppia-A, classe in cui restò fino al 19 luglio, quando venne promosso in Tripla-A.

### Major League (MLB)
Hendriks debuttò nella MLB il 6 settembre 2011, al Target Field di Minneapolis contro gli Chicago White Sox. Schierato come lanciatore partente lanciò per sette inning, realizzando quattro strikeout e concedendo un fuoricampo su quattro valide subite, tre basi su ball e tre punti. Concluse la stagione con 4 partite disputate nella MLB e 25 nella minor league, di cui 16 nella Doppia-A e 9 nella Tripla-A. Nel 2012 continuò come lanciatore partente nella MLB ottenendo in 16 partite disputate, la prima vittoria, il 19 settembre contro gli Indians, e otto sconfitte.
Il 5 dicembre 2012, Hendriks venne designato per la riassegnazione dai Twins. Il 13 dicembre, i Chicago Cubs prelevarono Hendriks dalla lista trasferimenti dei Twins. Mentre il 23 dicembre, i Baltimore Orioles lo prelevarono dalla lista trasferimenti dei Cubs.
Venne nuovamente prelevato il 21 febbraio 2014, dai Toronto Blue Jays, che questa volta venne schierato (soprattutto in Tripla-A) nella prima parte della stagione.
Il 28 luglio 2014, i Blue Jays scambiarono Hendriks e Erik Kratz con i Kansas City Royals per Danny Valencia. Dopo aver giocato l'ultima parte della stagione sia in Tripla-A che in MLB, il 24 ottobre 2014, i Royals designarono Hendriks per la riassegnazione. 
Tuttavia il 30 ottobre 2014, i Royals e i Blue Jays raggiunsero un accordo, scambiando Hendriks con il giocatore di minor league Santiago Nessy. Tornato con i canadesi, Hendriks venne schierato durante la stagione 2015 nella MLB, per la prima stagione stabilmente, nel ruolo di lanciatore di rilievo. Terminata la stagione regolare, Hendriks partecipò per la prima volta al post-stagione. Durante la gara 4 dell'American League Championship Series, Hendriks subentrò durante il secondo inning al partente R. A. Dickey (che aveva già concesso 5 punti in 1.2 inning), giocando per 4.1 inning e ottenendo tredici eliminazioni su dodici avversari affrontati, battendo il record per il maggior numero di eliminazioni per battitori fronteggiati in una partita dei playoff, appartenente fino a quel momento a Jim Lindsey che realizzò otto eliminazioni su sette nel 1930 con i Cardinals.
Il 20 novembre 2015, i Blue Jays scambiarono Hendriks con gli Oakland Athletics per Jesse Chavez.
Nel 2018 durante l'American League Wild Card Game, Hendriks venne schierato come lanciatore di apertura, lanciando per il primo inning, diventando il primo australiano di sempre ad aprire una partita del post-stagione nella MLB.
Nel 2019, divenne il closer degli Athletics, dopo l'infortunio di Blake Treinen. Durante la stagione venne convocato per suo primo All-Star Game. Nel 2020 continuò a giocare nel ruolo di lanciatore di chiusura.
Il 15 gennaio 2021, Hendriks firmò un contratto triennale dal valore complessivo di 54 milioni di dollari con i Chicago White Sox, con inclusa un'opzione del club per la quarta stagione.

## Nazionale
Hendriks venne convocato e partecipò con la nazionale australiana al World Baseball Classic 2009. Venne convocato anche nel 2017, ma scelse di non prendere parte al primo turno, dove poi la nazionale australiana venne eliminata.

## Palmares
- Rilievo dell'anno dell'AL: 2

2020, 2021
- MLB All-Star: 2

2019, 2021
- All-MLB Team: 1

2020
- Capoclassifica dell'AL in salvezze: 1

2021 (38)
- Lanciatore dell'anno dell'AL secondo The Sporting News: 2

2019, 2020